# Finanzausgleich (Schweiz)
Der Finanzausgleich in der Schweiz geschieht zwischen den einzelnen Kantonen in der Schweiz und dem Bund (nationaler Finanzausgleich). Dabei wird zwischen dem Ressourcen- und Lastenausgleich unterschieden. Ersterer soll gewährleisten, dass jedem Kanton minimale finanzielle Mittel zur Verfügung stehen, wobei die Ressourcen-stärkeren Kantone und der Bund die schwächeren unterstützen. Der Lastenausgleich steht jenen Kantonen zu, die aufgrund topographischer oder soziodemographischer Umstände besonders hohe Kosten haben. Das sind namentlich die Gebirgskantone wegen der hohen Kosten für Infrastruktur (Art. 7 Finanzausgleichsgesetz (FiLaG)), aber auch Kantone mit grossen Agglomerationen (Art. 8 FiLaG). Die Beträge aus Ressourcen- und Lastenausgleich sind nicht zweckgebunden. Der Ausgleich soll dazu dienen, die kantonale Finanzautonomie zu stärken und die Unterschiede in der Steuerbelastung zwischen den Kantonen zu verringern. Er geschieht ebenfalls zwischen den einzelnen Gemeinden innerhalb jeweiliger Kantone.
Für 2022 sind die folgenden 6 Kantone Geber, alle anderen Kantone sind Nehmer: Zug, Schwyz, Nidwalden, Basel-Stadt, Zürich, Genf. Der grösste Nehmerkanton ist der Kanton Wallis.
In der Schweiz besitzen die begrenzt autonomen Gemeinden in der Regel in Form eines Steuerfusses auch eine gewisse Steuerhoheit. Zwecks Unterstützung steuerschwächerer Gemeinden soll der Finanzausgleich in den meisten Kantonen für «ausgewogene Verhältnisse in der Steuerbelastung der Gemeinden» sorgen (wie z. B./u. v. a. auch Art. 136 der Solothurner Kantonsverfassung schreibt).
Die Nettozahler werden Gebergemeinden, Geberkantone genannt, die Nettoempfänger Empfängergemeinden, Empfängerkantone.
Im nationalen Ausgleich (Kantone, Bund) werden die Grundlagen geregelt im Bundesgesetz über den Finanz- und Lastenausgleich und die Ausführungsbestimmungen in der Verordnung über den Finanz- und Lastenausgleich, welche beide Teile der systematischen Rechtssammlung (SR) der Schweiz sind.